# Henryk Koiszewski

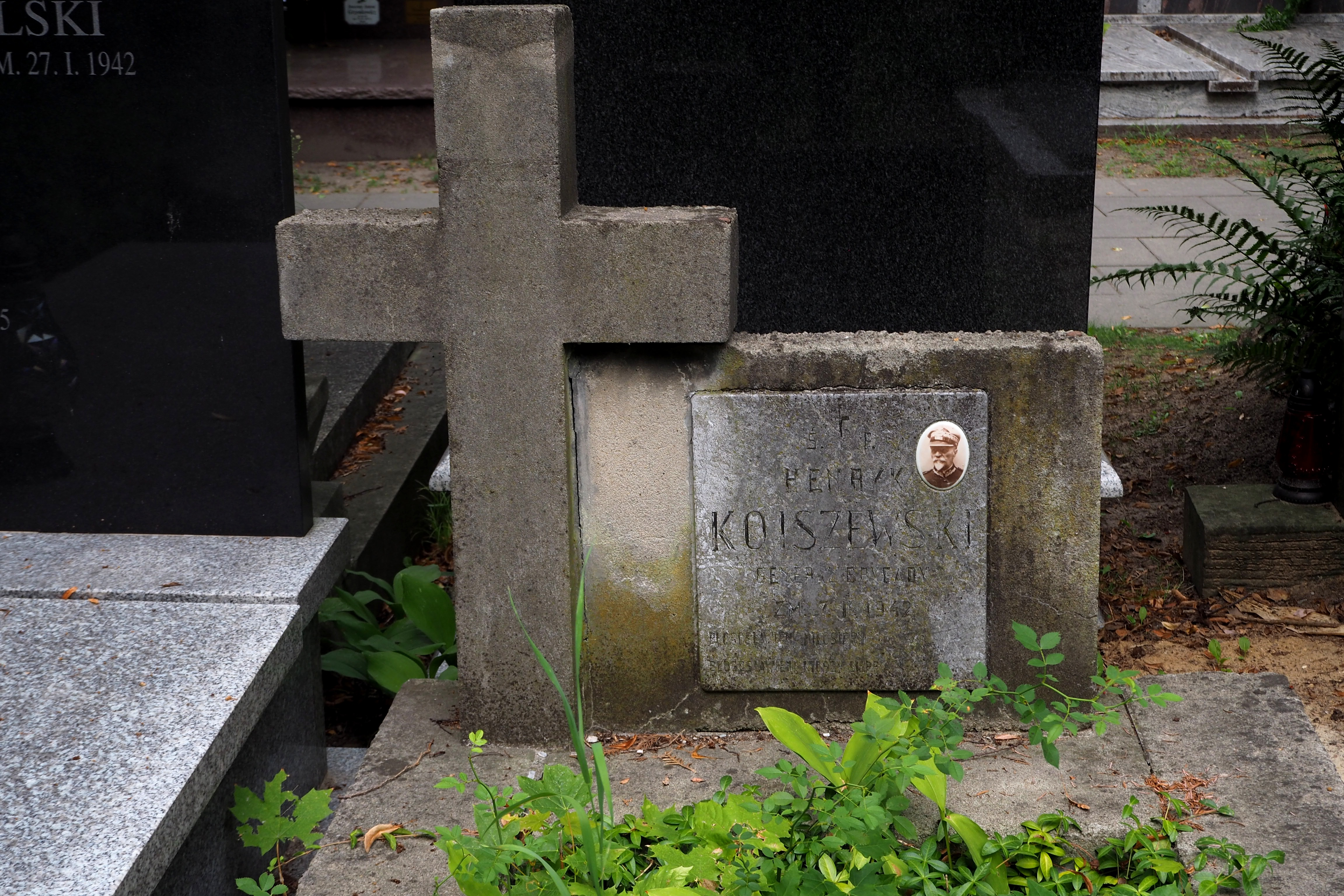
Grób gen. Henryka Koiszewskiego na Cmentarzu Wojskowym na Powązkach w Warszawie

Henryk Koiszewski (ur. 27 lipca 1857 w Grodnie, zm. 7 lutego 1942 w Warszawie) – generał brygady Wojska Polskiego.

## Życiorys
Urodził się 27 lipca 1857 roku w Grodnie. Ogólne wykształcenie otrzymał w Niżnonowogrodzkim Korpusie Kadetów grafa Arakczejewa (ros. Нижегородский графа Аракчеева кадетский корпус) w Niżnym Nowogrodzie. 18 sierpnia 1874 roku rozpoczął służbę w Armii Imperium Rosyjskiego wstępując do 1 Pawłowskiej Szkoły Wojskowej w Petersburgu. 10 sierpnia 1876 roku awansował na chorążego i został przydzielony do 37 Jekaterynburskiego Pułku Piechoty (ros. 37-й пехотный Екатеринбургский полк). W dalszej służbie wojskowej awansował kolejno na: podporucznika (28 lipca 1878), porucznika (28 lipca 1879), sztabskapitana (1 stycznia 1885), kapitana (25 marca 1890) i w końcu podpułkownika ze starszeństwem z 26 lutego 1897 roku. 1 stycznia 1909 roku pełnił służbę 182 Grochowskim Rezerwowym Pułku Piechoty, który wchodził w skład 46 Rezerwowej Brygady Piechoty i stacjonował w Warszawie. Na pułkownika awansował ze starszeństwem z 6 grudnia 1910 roku. Od 16 października 1912 roku do 25 sierpnia 1915 roku dowodził 26 Mohylewskim Pułkiem Piechoty (ros. 26-й пехотный Могилевский полк), na którego czele walczył podczas I wojny światowej. Następnie znajdował się w rezerwie oficerów przy Sztabie Dźwińskiego Okręgu Wojskowego (ros. Двинский военный округ).
Z dniem 9 grudnia 1918 roku został przyjęty do Wojska Polskiego z zatwierdzeniem posiadanego stopnia pułkownika ze starszeństwem z 6 grudnia 1910 roku. 10 stycznia 1919 roku został wyznaczony na stanowisko komendanta Powiatowej Komendy Uzupełnień Łódź. 7 stycznia 1920 roku został przeniesiony do Powiatowej Komendy Uzupełnień 1 Pułku Piechoty Legionów w Warszawie na stanowisko komendanta. 22 maja 1920 roku został zatwierdzony z dniem 1 kwietnia 1920 roku w stopniu pułkownika piechoty, w grupie oficerów byłych korpusów wschodnich i byłej armii rosyjskiej. W 1920 roku był dowódcą Batalionu Zapasowego 30 Pułku Strzelców Kaniowskich w Tomaszowie Mazowieckim. Z dniem 1 maja 1921 roku został przeniesiony w stan spoczynku w stopniu pułkownika piechoty.
26 października 1923 roku Prezydent RP Stanisław Wojciechowski zatwierdził go w stopniu generała brygady. Następnie został zweryfikowany w stopniu generała brygady ze starszeństwem z 1 czerwca 1919 roku. Na emeryturze mieszkał w Warszawie przy ulicy Nowogrodzkiej 13. Zmarł 7 lutego 1942 roku w Warszawie. Pochowany na cmentarzu Powązki Wojskowe w Warszawie (kwatera A21-2-3). Henryk Koiszewski był żonaty, miał dwie córki.

## Ordery i odznaczenia
- Order Świętej Anny 2 stopnia z mieczami[23] – 1 sierpnia 1916
- Order Świętej Anny 2 stopnia[23]
- Order Świętego Stanisława 2 stopnia[23] – 1901
- Order Świętej Anny 3 stopnia[23] - 1905
- Order Świętego Stanisława 3 stopnia[23] - 1901
- Order Świętego Włodzimierza 3 stopnia z mieczami[23] - 3 lutego 1915
- Order Świętego Włodzimierza 4 stopnia[23] - 1912